# Joe Worrall
Joseph Adrian Worrall, född 10 januari 1997, är en engelsk fotbollsspelare som spelar för Burnley.

## Karriär
Den 31 augusti 2018 lånades Worrall ut till skotska Rangers på ett låneavtal över säsongen 2018/2019. Den 5 februari 2024 lånades han ut till turkiska Beşiktaş på ett låneavtal över resten av säsongen 2023/2024.
Den 22 augusti 2024 värvades Worrall av Burnley, där han skrev på ett fyraårskontrakt.